# 孙凤鸣
孙凤鸣（？—？），安徽凤阳人，是一名清朝政治人物。拔贡生出身。
孙凤鸣曾于1787年接替郑时泰任青浦县知县一职，1788年由刘永标接任。